# Казарян Рафік Варданович
Рафік Варданович Казарян (нар. 1936) — радянський вірменський футболіст, нападник.

## Життєпис
Розпочав футбольну кар'єру в 1957 році в складі єреванського «Спартака», за який відіграв 2 поєдинки в Класі Б. Наступного року перейшов у донецький «Локомотив», зя кий відіграв 2 матчі в Класі Б та 1 — у кубку СРСР. З 1960 по 1961 рік захищав кольори горлівського «Шахтаря», за який зіграв 1 матч у кубку СРСР. У 1962 році повернувся до Вірменії, де захищав кольори «Наірі». По ходу сезону перейшов в олександрійський «Шахтар», який того року дебютував у змаганнях команд майстрів. Того ж року зіграв за олександрійців 1 матч у кубку СРСР.